# Neocorynura roxane
Neocorynura roxane là một loài Hymenoptera trong họ Halictidae. Loài này được Schrottky mô tả khoa học năm 1909.